# Будинок Папанагіоті
Будинок Папанагіоті — пам'ятка архітектури другої половини XIX століття в місті Таганрозі Ростовської області. Розташовується за адресою: Італійський провулок, 18. Об'єкт культурної спадщини регіонального значення згідно з Рішенням № 301 від 18.11.92 року.

## Історія
У другій половині XIX століття в Таганрозі за адресою Італійський провулок, 18 побудований двоповерховий особняк. Відомі колишні господарі будівлі. З кінця 1860-х років будинок належав спадкоємцям грека Дмитра Папанагіоті. В кінці 1880-х років спадкоємці грека продали будинок Олені Чанглі-Чайкиній. Спадкоємці прізвища володіли будинком до середини 1890-х років, після чого будівлю купили спадкоємці комерсанта, купця 1-ї гільдії Федора Павловича Сіфнео, який помер у березні 1896 року у віці 71 року від запалення легенів. У свій час купець був одружений з Хумсомалою Іванівною, в їхній сім'ї в липні 1875 року народився син Арістід. Брат Федора Павловича, Іван, займався перепродажем зерна, обидва купця були великими експортерами хліба в Таганрозі.
У 1915 році будівля оцінювалася близько 12 000 рублів. У роки радянської влади будинок націоналізовано.

## Опис
Будинок під номером 18 у Італійському провулку являє собою двоповерхову цегляну будівлю з вінчаючим карнизом та напівпідвалом. Будівля має п'ять вікон по довжині фасаду, трикутний портик на архітравах у центрі будівлі. По всій довжині будинку влаштований міжповерховий карниз. Вікна прямокутні, три нижніх центральних вікна і вікна на другому поверсі виконані з обрамленням. Над трьома верхнім центральними вікнами зроблені прямокутні сандрики, над нижніми вікнами — замкові камені. Вхід в будинок влаштований з двору.
Нині це житловий будинок, в'їзд у двір будівлі зроблений з його правої частини через металеві ворота з кам'яними стовпами. Будинок віднесено до об'єктів культурної спадщини регіонального значення за Рішенням № 301 від 18.11.92 року.